# Devaux (familie)
De familie Devaux heeft in de negentiende eeuw een niet te verwaarlozen rol gespeeld in het Belgische politieke leven en meer bepaald ook in Brugge.

## Genealogie
- Jacques Devaux, was arts in Brugge, voorzitter van de Société de médecine Saint-Luc. Hij was afkomstig uit Edingen en getrouwd met de Brugse Désirée Tailliu (1791-1794), dochter van een suikerraffinadeur.
  - Jacques Devaux (3 december 1763-13 mei 1807). Hij trouwde met Isabelle de Brouwer (1773-1817).
    - Virginie Josephine Devaux (1798-1862). Zij trouwde in 1822 met Jean Albert Goddyn (1796-1874).
    - Paul Devaux (Brugge, 20 april 1801- Brussel, 30 januari 1880). Hij trouwde met Anne-Marie Van Praet (1804-).
      - Jules Devaux (1828-1886)
      - Caroline Devaux (1829-1892)
      - George Devaux

  - Joseph Augustin Devaux (1767-27 maart 1804). Hij trouwde in 1795 met Isabelle Van Vyve (1773-1848).
    - Julie Devaux (Brugge, 1796-). Zij trouwde met Jacques-Guillaume Du Jardin (1784-1846), bankier en schepen van de stad Bruuge.
      - Julie Dujardin. Zij trouwde met Jules Boyaval, senator en burgemeester van Brugge.

    - Charles Devaux (Brugge, 5 oktober 1797-23 december 1861). Hij trouwde in 1835 met Emilie Chantrell (1805-1864).
      - Alfred Devaux (1 maart 1836-), arts. Hij trouwde met de dochter van Charles-Louis Van Damme, die van 1862 tot 1884 gouverneur van de provincie Luxemburg was en ze hadden een dochter, Marguerite.
      - Julie Devaux (Brugge, 18 november 1838-1 oktober 1867). Zij trouwde met Auguste Verbaere (1836-1900), arts, zoon van Joseph Verbaere, raadsheer bij het Hof van Beroep in Gent. Hij hertrouwde in 1870 met Julie Chantrell (Brugge, 1830 - Dover, 1923), dochter van William Chantrell. De dochter Alice Verbaere (1864-1936) trouwde met jonkheer Leon de Ryckman de Betz (1855-1915), raadsheer bij het Hof van Beroep in Gent en de dochter Julia Verbaere met een Antoine Wattel.
      - Elisa Devaux (1843-). Zij trouwde met Hubert Lefevre, substituut van de procureur des Konings in Aarlen.

    - Adelaïde Devaux (1799-). Zij trouwde met Joseph Spruyt (1778-1848), magistraat.

## Devaux meer in detail
De familie Devaux is een voorbeeld van de maatschappelijke opgang te danken aan de meritocratie, verkregen enerzijds door universitaire studies en ambitie, anderzijds door een voortreffelijke huwelijkspolitiek binnen dezelfde sociale klasse. Jacques Devaux senior was al spoedig in Brugge ingeburgerd en was voorzitter geworden van de beroepsgilde van Sint-Lucas.
Hij was in Edingen geboren in een burgerfamilie en kwam zich als arts in Brugge vestigen. Hij trouwde er met de raffinadeursdochter Tailliu. De familie Tailliu was in Brugge goed bekend en had verschillende gunstige huwelijken afgesloten, onder meer met de andere raffinadeursfamilie, Goddyn.

### Jacques Devaux en nageslacht
De oudste zoon, Jacques Devaux werd advocaat en was niet lang afgestudeerd toen de revolutionaire tijden in aantocht waren. Hij behoorde tot de 'Jonge Turken' die in Brugge actief deelnamen aan de strijd van de patriotten tegen het Oostenrijkse bewind. Na de mislukking van de Verenigde Nederlandse Staten, stelden ze hun hoop op de Franse revolutie en organiseerden ze in Brugge een 'Jacobijnse Club', nagebootst van de Parijse Club. Jacques Devaux werd een van de leiders van als vicepresident en trok zelfs als afgevaardigde naar Parijs om er het Brugse enthousiasme voor de revolutie te gaan verkondigen. Ook in de officiële organismen begon hij een rol te spelen, ook al was dat, vanwege de snel elkaar opvolgende regimes, maar kortstondig. In 1795 nam het Franse bewind definitief vorm en Jacques Devaux werd de eerste commissaire de la république voor het Leiedepartement (voorloper van de prefect en later gouverneur). Hij bleef dit tot in april 1797. Vervolgens werd hij voorzitter van de strafrechtbank in het departement en in april 1799 werd hij verkozen om in Parijs te gaan zetelen in de Conseil des Cinq-Cents. Hij bleef ook afgevaardigde in het 'Corps législatif' onder het consulaat en het keizerrijk.
Devaux overleed, pas drieënveertig geworden. Hij liet zijn weduwe achter met twee kinderen en met geringe bestaansmiddelen. Zij aanvaardde dan ook een tweede huwelijk met de arts Joseph-Brunon Alleweireldt, die haar een veilige thuis kon verzekeren en aan de zoon toeliet zijn universitaire studies te voleindigen. Enkele jaren later zou Paul Devaux bliksemsnel omhoog rijzen en een van de 'vaders des vaderlands' worden in het koninkrijk België. Hij was zich in Luik gaan vestigen maar kwam naar Brugge terug om er de dochter te trouwen van Augustin Van Praet. Zijn schoonvader was een voorname ingezetene van de stad, die zijn broer François Van Praet speelde een belangrijke rol in de provincie West-Vlaanderen en zijn oudste broer Joseph-Basile Van Praet was conservator van de Bibliothèque nationale in Parijs. Die drie broers waren de zoons van een boekhandelaar, antiquaar en drukker die nog niet vergeten was, Joseph Van Praet.
Naast een dochter, Caroline Devaux (1829-1892), die ongetrouwd bleef, had Paul Devaux twee zoons. George Devaux was een vrolijke kerel die onbezorgd en ongetrouwd bij zijn ouders bleef inwonen. Jules Devaux bleef al even ongetrouwd, maar werd een van de medewerkers en weldra de opvolger van zijn oom Jules Van Praet, in dienst van de koning der Belgen.
Hiermee was deze tak van de familie Devaux, die zich zo snel tot in de hoogste regionen van het land had gewerkt, voortijdig uitgestorven.

### Joseph Devaux en nageslacht
Joseph Devaux, de broer van de politicus en advocaat, was arts geworden, zoals zijn vader. Hij was getrouwd met een dochter uit de gegoede burgerij, Isabelle van Vyve. De Van Vyves waren wat men een patriciërsfamilie noemde, oude Brugse familie uit het middeleeuwse beenhouwersambacht, waarvan de stamboom opklom tot minstens in de vijftiende eeuw. Ze waren verwant met de families Breydel, De Witte (later De Witte van Haelen), Canneel etc.
Zijn dochter, Julie Devaux, trouwde met Jacques Du Jardin. De familie Du Jardin begon een aanzienlijke plaats in te nemen in Brugge. Als wisselagenten begonnen, groeiden ze uit tot de belangrijkste bankiers van Brugge en omstreken, onder de naam Bank Du Jardin, tot ze in 1874 door economische problemen geveld werden. Dit was dan wel in een latere periode dan die waarin Jacques mee de familiale onderneming had doen groeien. Hij werd ook schepen voor financies van de stad Brugge en oefende een beduidende invloed uit op het reilen en zeilen van de stad. Het echtpaar had slechts één dochter, Julie Du Jardin (1818-1875), die trouwde met Jules Boyaval. Hij was de zoon van Louis Boyaval-Holvoet (1791-1872), de directeur van de belastingen, douane en accijnzen voor West-Vlaanderen en de onbetwiste leider van de liberalen in deze provincie. Jules Boyaval werd senator en burgemeester van Brugge, ambt dat hij twintig jaar uitoefende.
De oudste zoon van Joseph, Charles Devaux, werd een 'politieke' ambtenaar, zoals er toen veel waren. Hij sloot aan bij de liberale partij en bereikte de hoogste functie in de provinciale administratie, die van provinciaal griffier. Hij was ook vele jaren commandant van de Jagers Verkenners, de Burgerwacht te paard. Vanuit die functie kon hij heel wat invloed uitoefenen door als het ware militaire bevelen te geven aan zijn jonge 'jagers'. En als derde hefboom om politieke invloed uit te oefenen, was hij de officieuze hoofdredacteur van het radicale liberale nieuwsblad L'Impartial de Bruges. Devaux was met een dochter Chantrell getrouwd. Ook al ging het om een Engelse en Anglicaanse familie, ze was nadrukkelijk aanwezig in Brugge. Zijn schoonbroer William Chantrell was een 'brasseur d'affaires', kaarsenfabrikant, aannemer van openbare werken, promotor van nieuwe spoorweglijnen en wat al niet meer. Hij was vanaf 1848 de kolonel van de Burgerwacht. De andere schoonbroer was Georges Chantrell die met een jonge adellijke dame was getrouwd, de Stappens, schoonzus van de hierboven vermelde de Brouwer. Chantrell-de Stappens was gemeenteraadslid en een invloedrijk liberaal voorman. En dan was er nog een derde broer,Robert Dennis Chantrell, die architect was in Engeland maar van een bezoek aan Brugge gebruik maakte om een ontwerp te schetsen voor een nieuwe toren voor de kathedraal, na de brand van 1839. Het werk moest worden toegewezen door de provincie, en daar zorgde griffier Devaux voor. En het moest worden uitgevoerd, en dat deed William Chantrell.
Charles Devaux oefende vele jaren aanzienlijke invloed uit op het politieke leven in Brugge. Niet alleen was hij de belangrijkste ambtenaar van de provincie, maar zijn familielid Boyaval troonde in het stadhuis en zijn neef Paul Devaux was een van de meest invloedrijke politici van het land. Het netwerk spreidde zich breed uit.

### Adelaïde Devaux, echtgenote Spruyt
Het derde kind van dokter Joseph Devaux was Adelaïde Devaux die trouwde met Joseph Corneille Spruyt (Brussel, 16 januari 1778 - Kortrijk, 2 december 1848). Hij was al twee en zestig en had al een lange loopbaan achter zich toen hij in 1839 met haar in het huwelijk trad. De bruid was twintig jaar jonger en dus toch ook al veertig.
Hij was van 1808 tot 1819 voorzitter van de rechtbank in Nijvel en tevens lid van de gedeputeerde staten van Brabant, begin 1819 werd hij ondervoorzitter van de rechtbank van eerste aanleg in Brugge en einde van datzelfde jaar voorzitter van de rechtbank van eerste aanleg in Antwerpen.
Spruyt was een verwoede voorstander van het Verenigd koninkrijk der Nederlanden. Hij was medestichter in Brugge van een afdeling van het 'Genootschap voor 't nut van 't algemeen' en van de 'Maatschappij  voor vaderlandse taal- en letterkunde'. Hij werd ook lid, terwijl hij in Brugge woonde, van de vrijmetselaarsloge La Réunion des Amis du Nord. Hij was een sterke ijveraar voor het gebruik van het Nederlands, leidde de debatten en redigeerde zijn vonnissen in die taal, organiseerde dagelijkse taallessen voor de griffiers en verwijderde Franse opschriften in zijn rechtbank. Dit stootte op heel wat tegenstand van de hoofdzakelijk Franssprekende advocaten.
Dit zeer Nederlandsgezinde curriculum had gevolgen toen de Belgische revolutie uitbrak. Spruyt werd afgezet, niet alleen vanwege zijn eigen activiteiten en gezindheid, maar vooral ook vanwege zijn broer Henri Spruyt (1780-1843) die advocaat-generaal was in Brussel en in ophefmakende processen, zoals in die ten laste van Louis de Potter, onverbiddelijke requisitoirs had uitgesproken. Dat was men in 1830 niet vergeten. In tegenstelling tot Henri Spruyt die naar Nederland vluchtte en er bleef tot in 1840, bleef Joseph in België en moest niet lang boeten. Zijn relaties waren dermate goed dat hij al in 1832 benoemd werd tot voorzitter van de rechtbank in Kortrijk. In 1842 werd hij daarbij nog verkozen tot liberaal provincieraadslid voor het kanton Harelbeke en bleef dit tot aan de wet van 1848 op de onverenigbaarheden.
Toen hij trouwde was zijn orangisme wellicht al verbleekt, want de familie Devaux was niet alleen in de eerste plaats Franstalig, maar vooral zeer gehecht aan het Belgisch koninkrijk. Bij dit late huwelijk was er van nakomelingen geen sprake.

## Einde van de familie Devaux
De aanzienlijke nationale en lokale invloed van de familie Devaux en aanverwanten kende zijn hoogtepunt vanaf 1830. In Brugge was die invloed aanzienlijk getaand vanaf 1861 (dood van Charles Devaux), 1870 (verdwijning van Paul Devaux uit Brugge), 1874 (failliet bank Du Jardin) en 1875 (vervanging van een liberale door een katholieke meerderheid).
In Brussel eindigde de invloed op het einde van de jaren tachtig, met de kort op elkaar volgende overlijdens van Paul en Jules Devaux en van Jules Van Praet.
Opvolging was er niet meer. Bij de families Devaux waren er maar weinig kinderen en nog minder naamdragers. Die naamdragers bleven daarbij nog ongehuwd. De familie stierf dan ook in de mannelijke lijnen uit en alleen enkele weinige nakomelingen in vrouwelijke lijnen bleven over.